# Holoarctia teriolensis
Holoarctia teriolensis är en fjärilsart som beskrevs av Karl Burmann 1975. Holoarctia teriolensis ingår i släktet Holoarctia och familjen björnspinnare. Inga underarter finns listade i Catalogue of Life.